# Jan Sobotka (poslanec)
Jan Sobotka (* 9. dubna 1978 Žďár nad Sázavou) je český politik a podnikatel, od 27. listopadu do 3. prosince 2013 poslanec Poslanecké sněmovny PČR a člen hnutí ANO 2011.

## Život
Živí se jako podnikatel v oblasti informačních technologií (zabývá se vším kolem počítačů včetně poskytování internetu), v oboru je od roku 2004.
Jan Sobotka je svobodný a bezdětný, žije ve Žďáru nad Sázavou.

## Politické působení
Je členem hnutí ANO 2011 a zároveň i předsedou Krajské organizace hnutí ANO 2011 v Kraji Vysočina.
Ve volbách do Poslanecké sněmovny PČR v roce 2013 kandidoval na třetím místě kandidátky hnutí ANO 2011 v Kraji Vysočina. Poslancem zvolen nebyl, ale stal se prvním náhradníkem. Ještě během voleb však oznámil Miloslav Bačiak, že rezignuje na mandát poslance kvůli zatajování své komunistické minulosti a Jan Sobotka se tak 27. listopadu 2013 stal poslancem.
Zároveň se však ukázalo, že sám nemá doplacené daně za minulý rok a splácí dluhy na zdravotním pojištění. Poslanecký klub hnutí ANO 2011 jej proto 27. listopadu 2013 vyzval k rezignaci na mandát poslance. Tuto výzvu vzal na vědomí a dal si čas na rozmyšlenou. Navíc jej oslovil bývalý poslanec Jiří Janeček s nabídkou angažmá v Občanské konzervativní straně (O.K. straně), kterou zakládá. Dne 28. listopadu 2013 oznámil, že se mandátu poslance vzdá, protože pochybil a vyvodil z toho osobní zodpovědnost. Mandát poslance mu formálně zanikl 3. prosince 2013. Ve Sněmovně jej nahradil Josef Kott.